# Kate Nash
Kate Marie Nash (nascuda el 6 de juliol de 1987) és una cantautora anglesa de Harrow, Londres.

## Biografia

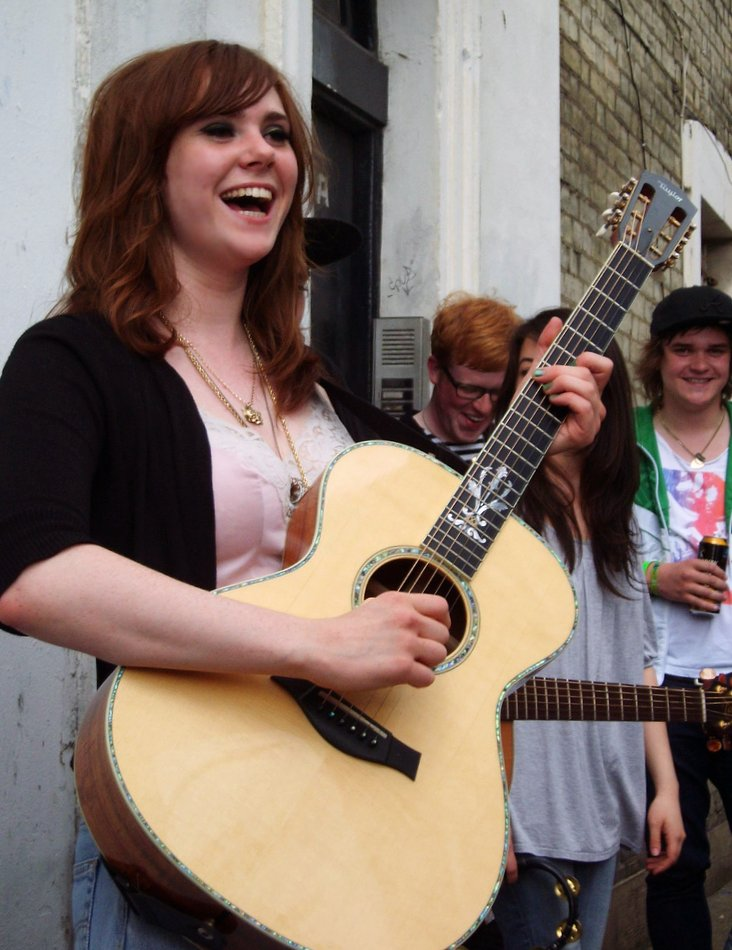
Kate Nash tocant a Juny de 2007

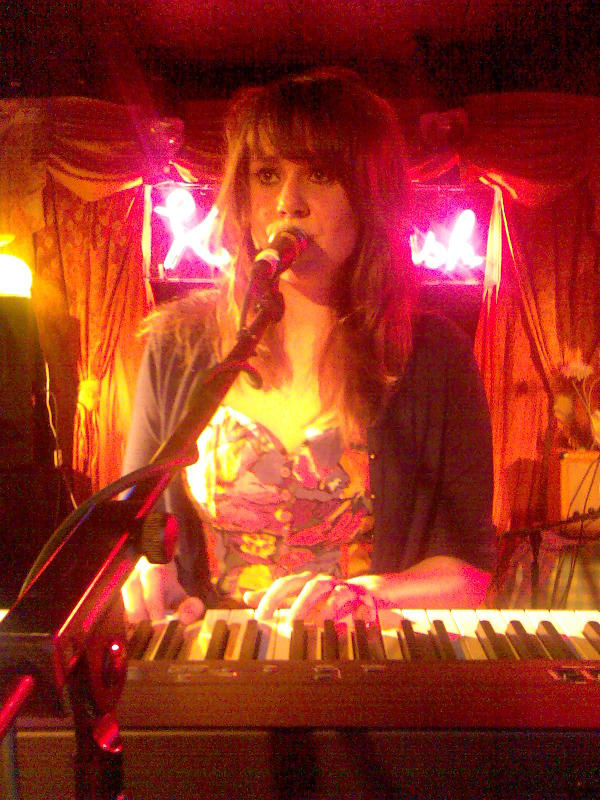
Nash el juny de 2007

Nash, filla de pare anglès i mare irlandesa nascuda a Dublín, ja des de molt jove s'interessà per la música i el pop.
Abans de la música, provà amb l'actuació arribant a realitzar una audició a la Bristol Old Vic Theatre School. Dies després que aquesta institució la rebutjara, literalment va caure per les escales arribant a trencar-se un peu. Durant la seva recuperació, no podia moure's i aprofità el temps per a acabar velles cançons i compondre'n altres noves.
Després d'actuar en alguns bars locals, va començar a pujar la seva música a la seva pàgina web personal a internet, usant aquest mitja per a fer-se conèixer, com també han fet d'altres artistes com Arctic Monkeys o Lily Allen. Aquesta darrera ha catalogat a Nash com the next big thing, (el pròxim gran talent). Finalment, després d'editar un parell de senzills, el seu tema Foundations de l'àlbum Made of Bricks arribà a la primera posició de les llistes britàniques.

## Carrera Musical
Nash va començar molt influenciada per Regina Spektor, i tenint una llarga llista d'influències presents a la seva pàgina de MySpace, com per exemple, London, música punk, Bored Teenagers i John Cooper Clarke".

## Discografia

### Àlbums
| Any  | Àlbum          | UK | IRE |
| ---- | -------------- | -- | --- |
| 2007 | Made of Bricks | 1  | 8   |

### Senzills
| Any  | Senzill                   | UK  | IRE | CRO | Àlbum          |
| ---- | ------------------------- | --- | --- | --- | -------------- |
| 2007 | Caroline's a Victim/Birds | 151 | -   | -   | Made of Bricks |
| 2007 | Foundations               | 2   | 12  | 1   | Made of Bricks |
| 2007 | Mouthwash                 | 75  | -   | -   | Made of Bricks |

### Altres obres
- Nicest Thing (Original Version)
- Mariella (Original Version)
- Stitching Leggings (Original Version)
- We Get On (Original Version)
- Merry Happy (Original Version)
- Like Maybe (Demo Version)
- Biscuit Factory (Kate with Dockers MC)
- Birds (Original Version)
- Look What You Done (Lethal Bizzle ft. Kate Nash)
- Me & My Microphone (Kano ft. Kate Nash)